# ジャート族

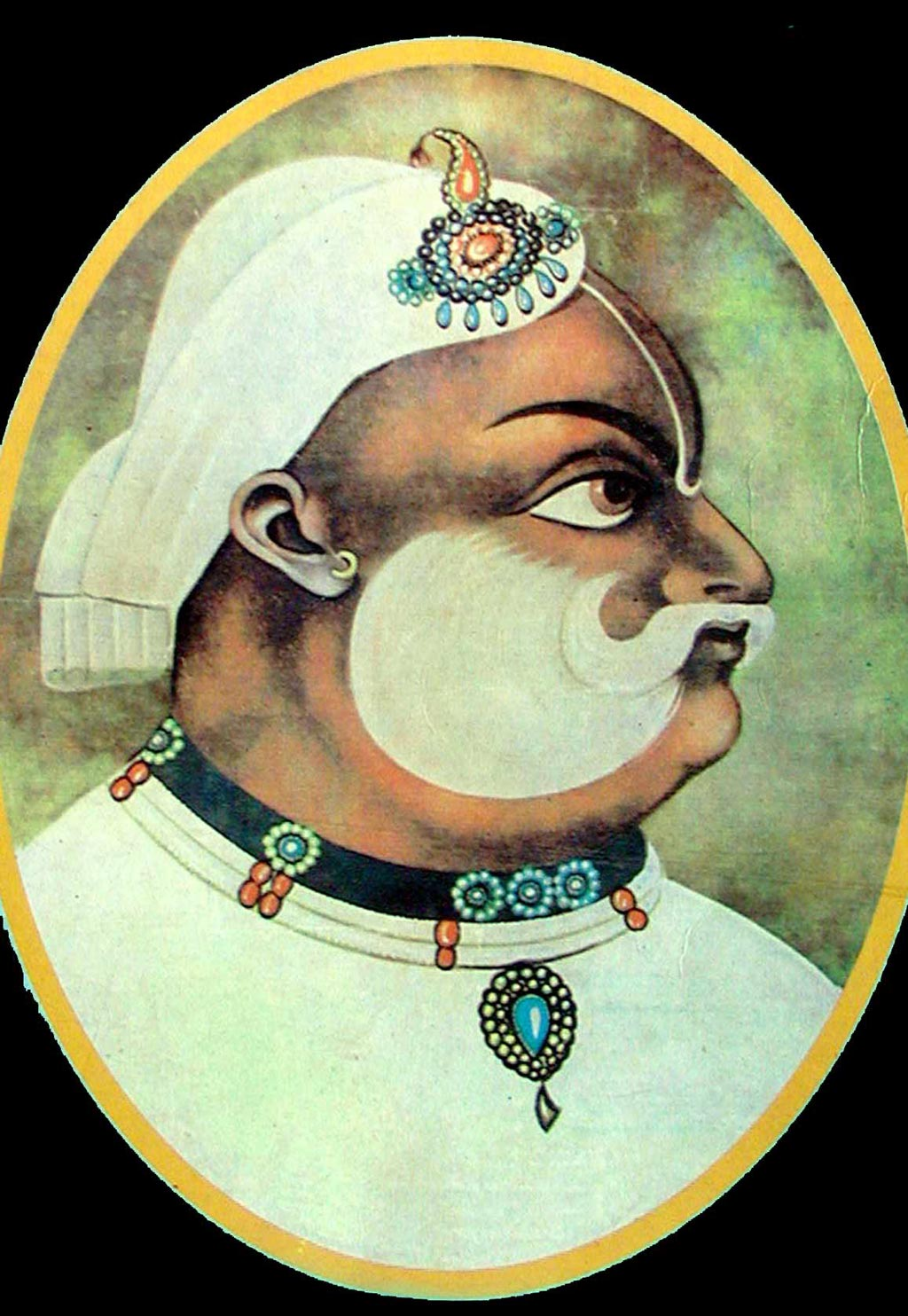
スーラジュ・マル王

ジャート族（ジャートぞく、英語: Jat People）は、インド北部およびパキスタンに住む民族およびカーストである。

## 概要
ジャート族はもともとインダス川下流のシンド州に住んでいたとされ、中世後期に北方のパンジャーブ地方、ヒンドゥスターン平野西部へ移動して、現在はおもにハリヤーナー州、パンジャーブ州などに住み、宗教はヒンドゥー教、イスラーム教、シク教などである。
ジャート族は17世紀にムガル王朝に対してたびたび反乱を起こし、18世紀にスーラジュ・マルの時代には頂点に達した。ジャート族社会はもともとジプシーのしきたりで占い業や馬、農耕社会であったが、近世では、都会に住み地主や裕福で余裕のある方々である。
王家の血を引くジャート一族は高貴なアーリア人と迫害を受けたジプシーの血が混ざっており、インドやパキスタンでも上位カーストに該当する。
主にChoudhuryなどの苗字が多い。

現在ジャート族はインドのハーリヤーナ州・パンジャーブ州以外の7つの州で「その他後進階級」と認定されているが、2016年ハーリヤーナ州ロータク県などのジャート族はOBCに相当する優遇措置を求めて暴動を起こしている。